# Yunior Naranjo
Yunior Alcides Naranjo Castillo (1º gennaio 1980) è uno schermidore cubano.

## Palmarès
In carriera ha conseguito i seguenti risultati:
- Giochi Panamericani:

Santo Domingo 2003: bronzo nella sciabola a squadre.